# Mithridates III
Mithridates III var kung av Partherriket 57–54 f.Kr.. Han tillhörde arsakidernas dynasti. 